# Netze BW
Die Netze BW GmbH (bis Januar 2014 EnBW Regional AG) ist der größte Verteilnetzbetreiber im EnBW-Konzern. Sie betreibt das Verteilnetz in weiten Teilen Baden-Württembergs für die Sparten Strom und Gas. In der Landeshauptstadt Stuttgart sowie in einigen anderen Gemeinden betreibt sie auch das Wassernetz.

## Geschichte

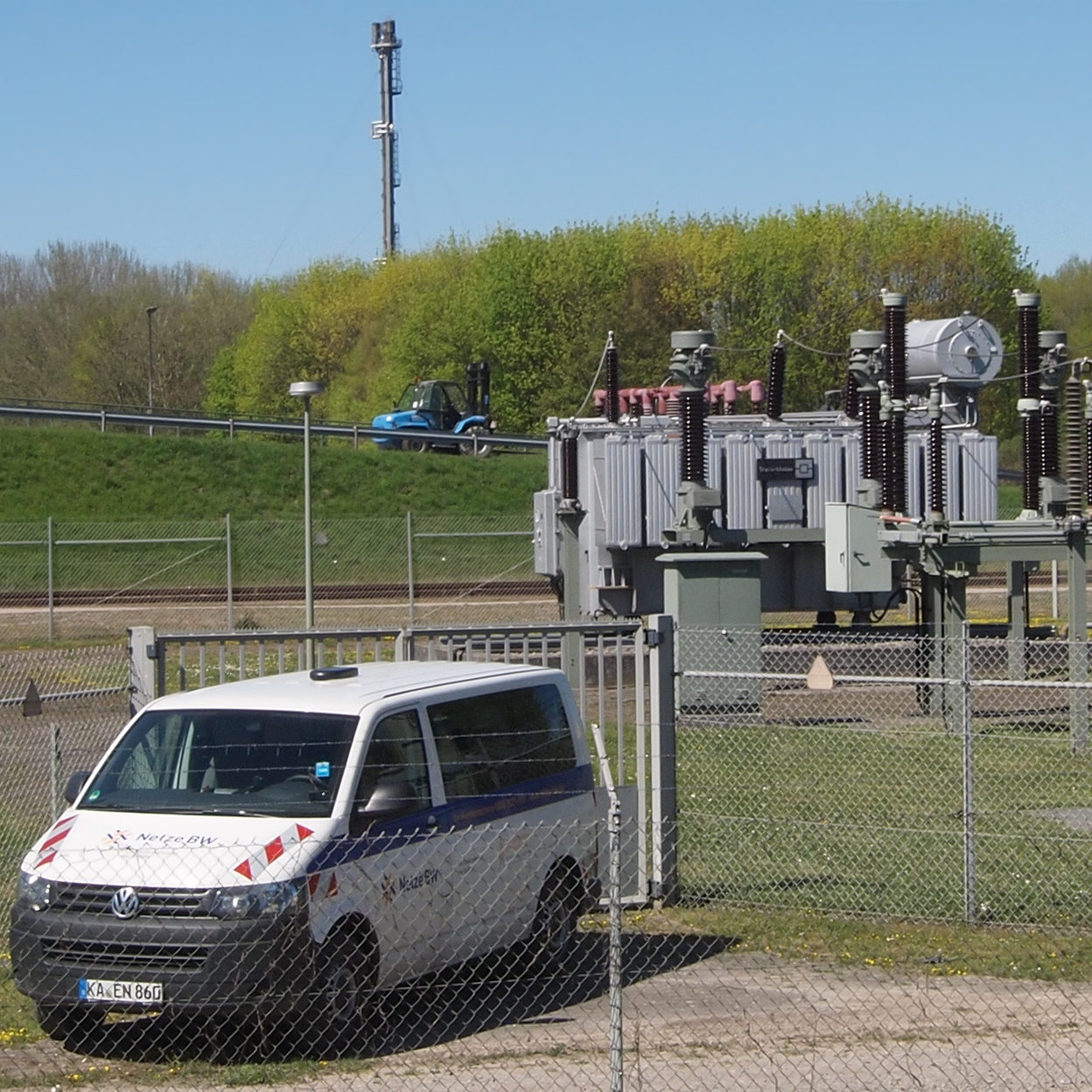
Netze-BW-Fahrzeug vor einem Umspannwerk

Die EnBW Regional, das Vorläuferunternehmen der Netze BW, entstand am 1. Juli 1999 aus dem Zusammenschluss der EnBW Badenwerk  und der EnBW Energie-Versorgung Schwaben.
Im Oktober 2003 wurde die NWS Regional, die Netzgesellschaft der Neckarwerke Stuttgart (NWS), in EnBW Regional integriert. Zuvor, im Juni 2003, wurde bereits das Gasgeschäft der NWS in der EnBW Gas gebündelt. Die technische Geschäftsbesorgung erfolgte durch die EnBW Regional.
Im Juli 2007 wurde im Rahmen der Entflechtung, der vom Energiewirtschaftsgesetz geforderten Trennung von Netzbetreiber und Energievertrieb, die EnBW Gasnetz als Tochter der EnBW Gas gegründet. Im Juli 2012 wurden die EnBW Gas und die EnBW Gasnetz mit der EnBW Regional verschmolzen.
Im Februar 2014 wurde die EnBW Regional in Netze BW umbenannt. Mit dieser Änderung wurde der Forderung des Energiewirtschaftsgesetzes nachgekommen, wonach der Markenauftritt der Gesellschaften für den Netzbetrieb und für den Vertrieb von Energieleistungen deutlich getrennt sein muss.
Im August 2015 wurde das Wassergeschäft in der Landeshauptstadt Stuttgart in die Netze BW Wasser eingebracht.

## Aktivitäten

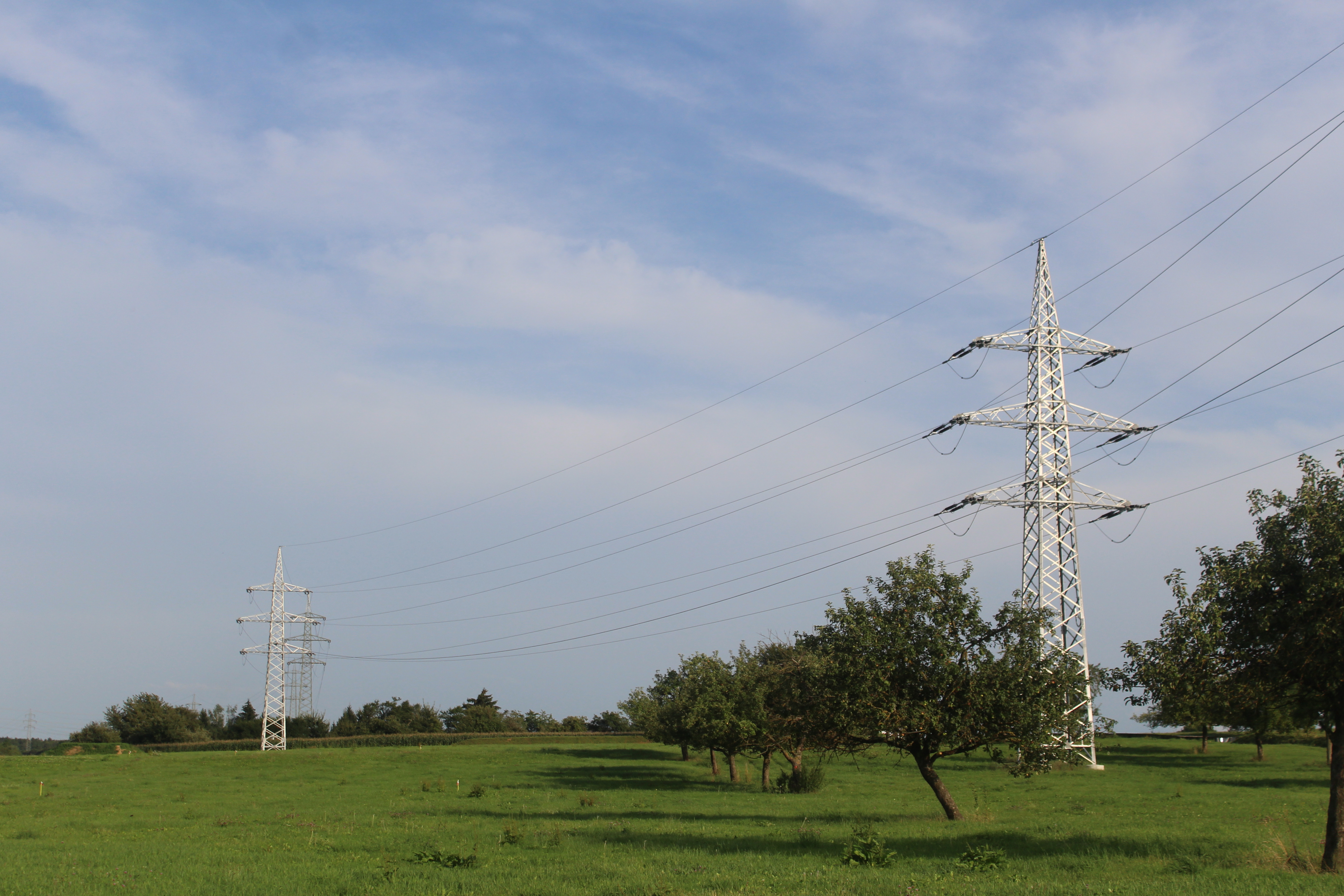
110-kV-Freileitung Wendlingen–Unterboihingen der Netze BW

Das Geschäftsfeld umfasst den Betrieb von Strom-, Gas- und Wassernetzen. Fernwärme hingegen ist dem Erzeugungsbereich der EnBW zugeordnet. Die Netze BW versorgt rund drei Millionen Haushalte und Betriebe, das Stromverteilnetz hat eine Länge von mehr als 100.000 Kilometer. Das Rohrnetz für Erdgas beträgt 4.700 Kilometer und das Wasserrohrnetz rund 2.500 Kilometer.
In der Gesellschaft findet u. a. die Ausbildung in den technischen Bereichen der EnBW statt. Das Unternehmen beschäftigte per 31. Dezember 2015 3.673 Mitarbeiter und 484 Auszubildende. Der Umsatz betrug 3,397 Milliarden Euro im Jahr 2015.

## Standorte

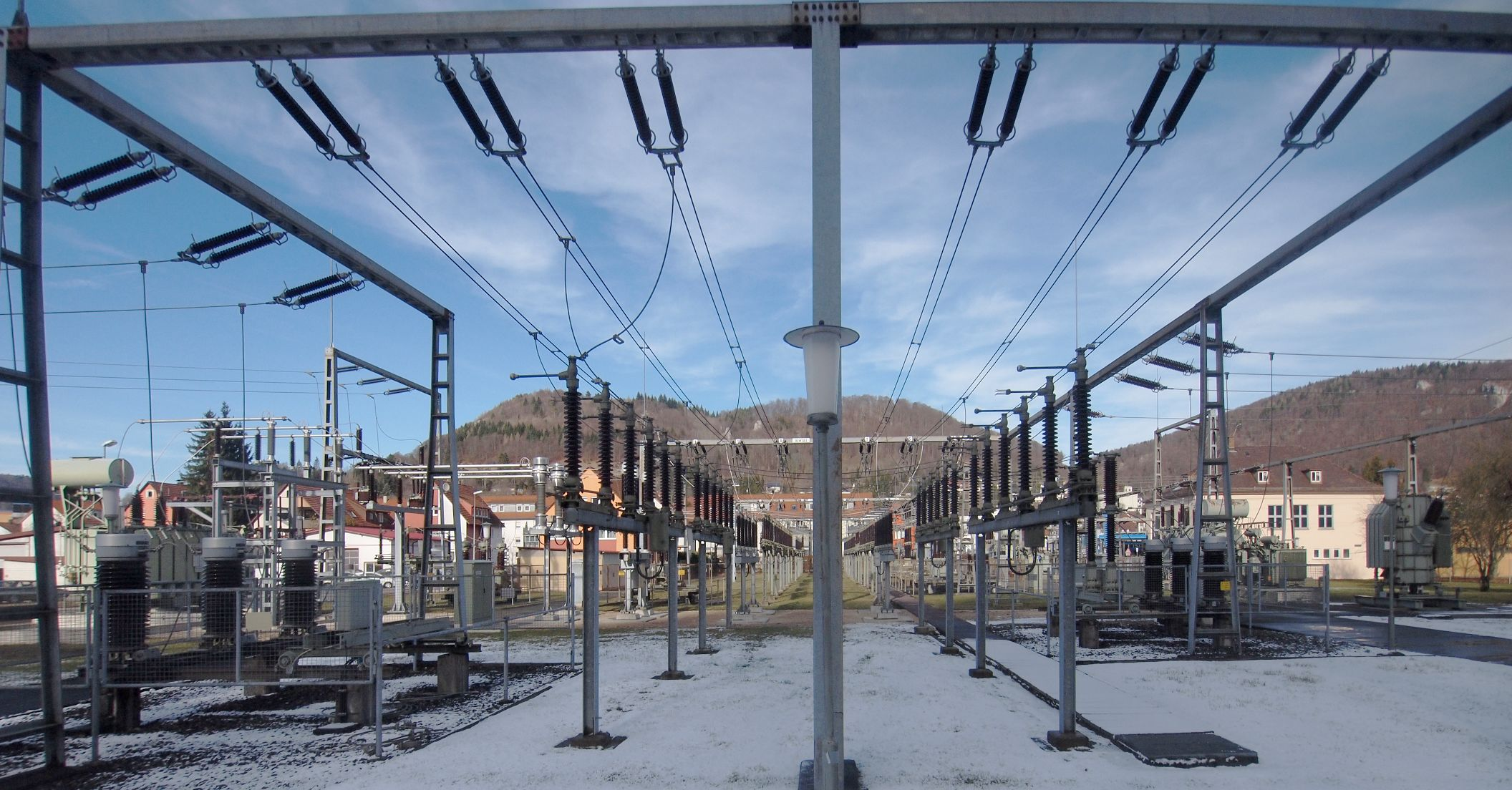
Umspannwerk Ebingen der Netze BW, ehem. Elektrizitätswerk Gebr. Haux

Die Zentralbereiche sind am Sitz des Unternehmens in Stuttgart-Fasanenhof angesiedelt.
Die operativen Aufgaben Netzkundenbetreuung und Anschlussservice, Netzentwicklung und Netzbau sowie Netzbetrieb werden dezentral in vier Netzgebieten bearbeitet:
- Netzgebiet Baden-Franken (mit Verwaltungsstandorten in Heilbronn, Öhringen, Ettlingen und Rheinhausen)
- Netzgebiet Bodensee-Oberschwaben (mit Verwaltungsstandorten in Biberach an der Riß und Tuttlingen)
- Netzgebiet Mittlerer Neckar (mit Verwaltungsstandorten in Kirchheim unter Teck, Korntal-Münchingen und Herrenberg)
- Netzgebiet Stuttgart (mit Verwaltungsstandort in Stuttgart-Stöckach)

Die Führung des Hochspannungsnetzes erfolgt durch die Schaltleitung in Esslingen am Neckar. Die Mittelspannungsnetze werden durch die Leitstellen in Esslingen am Neckar, Heilbronn und Ravensburg geführt. Die Gas- und Wasserwarte befindet sich in Stuttgart-Gaisburg.
Lager- und Logistikzentren befinden sich in Stuttgart-Gaisburg, Wiesloch und Ravensburg.

## Technische Besonderheiten
Im Hochspannungsnetz der Netze BW existieren einige Besonderheiten:
- Zahlreiche von der einstigen EVS errichtete Hochspannungsleitungen besitzen ein Luftkabel, das girlandenförmig am Erdseil oder an einem Hilfsseil befestigt ist.
- In einigen von der einstigen EVS errichteten Abspannmasten existieren an Gewichten abgespannten Luftkabelniederführungen zu Verbindungspunkten, Verteil- oder Verstärkerstationen.

## Beteiligungen
Die Netze BW hält folgende wesentliche Beteiligungen (Auswahl):
- Stuttgart Netze GmbH, Stuttgart (25,1 %)
- Stromnetzgesellschaft Herrenberg mbH & Co. KG, Herrenberg (74,9 %)
- Stadtwerke Sinsheim Versorgungs GmbH & Co.KG, Sinsheim (60,0 %)
- Netze Pforzheim-Region GmbH & Co. KG, Pforzheim (60,0 %)
- NetCom BW GmbH, Ellwangen (54,5 %)
- Netzgesellschaft Elz-Neckar GmbH & Co. KG, Obrigheim (50,1 %)
- Stromnetzgesellschaft Laupheim GmbH & Co. KG, Laupheim (50,1 %)
- Stromnetzgesellschaft Albershausen GmbH & Co. KG, Albershausen (50,1 %)
- Stromnetzgesellschaft Hechingen GmbH & Co. KG, Hechingen (50,0 %)
- LEO Energie GmbH & Co. KG, Leonberg (49,0 %)
- Netzgesellschaft Marbach GmbH & Co. KG, Marbach am Neckar (49,0 %)
- Neckar Netze GmbH & Co. KG, Esslingen (49,0 %)
- Gemeindewerke Bodanrück GmbH & Co. KG, Allensbach (49,0 %)
- Energieversorgung Strohgäu GmbH & Co. KG, Gerlingen (49,0 %)
- Energieversorgung Rottenburg am Neckar GmbH, Rottenburg am Neckar (38,0 %)
- Regionalnetze Linzgau GmbH, Pfullendorf (31,6 %)
- Zweckverband Landeswasserversorgung, Stuttgart (27,2 %)
- Zweckverband Bodensee-Wasserversorgung, Stuttgart (22,1 %)